# Martina Stede
Martina Stede-Göbel (ur. około 1970) – niemiecka biathlonistka reprezentująca RFN, trzykrotna medalistka mistrzostw świata juniorów.

## Kariera
Pierwsze sukcesy w karierze osiągnęła w 1989 roku, kiedy na MŚJ w Voss zdobyła złoty medal w sztafecie i srebrny w biegu drużynowym. Na rozgrywanych rok później MŚJ w Sodankylä zajęła trzecie miejsce w sprincie. W Pucharze Świata zadebiutowała w sezonie 1987/1988. W indywidualnych zawodach tego cyklu trzy razy stawała na podium: 23 stycznia 1988 roku w Anterselvie zajęła trzecie miejsce w sprincie (za Iwą Szkodrewą z Bułgarii i Norweżką Anne Elvebakk), a 26 stycznia 1989 roku w Ruhpolding i 16 marca 1989 roku w Steinkjer wygrywała w biegu indywidualnym. W klasyfikacji generalnej sezonu 1987/1988 zajęła ostatecznie dziewiąte miejsce.
W 1988 roku wystąpiła na mistrzostwach świata w Chamonix, gdzie zajęła 25. miejsce w biegu indywidualnym i 22. miejsce w sprincie. Najlepsze wyniki osiągnęła podczas rozgrywanych w 1989 roku mistrzostw świata w Feistritz, gdzie zajęła piąte miejsce w biegu indywidualnym, osiemnaste w sprincie i czwarte w sztafecie. Nigdy nie wystartowała na igrzyskach olimpijskich.

## Osiągnięcia

### Mistrzostwa świata
| Rok  | Miejscowość | Konkurencje | Konkurencje | Konkurencje | Konkurencje | Konkurencje | Konkurencje | Konkurencje |
| Rok  | Miejscowość | IN          | SP          | PU          | MS          | RL          | MR          | SR          |
| ---- | ----------- | ----------- | ----------- | ----------- | ----------- | ----------- | ----------- | ----------- |
| 1988 | Chamonix    | 25.         | 22.         | nd.         | nd.         | –           | nd.         | –           |
| 1989 | Feistritz   | 5.          | 18.         | nd.         | nd.         | 4.          | nd.         | –           |
| 1990 | Mińsk/Oslo  | 26.         | –           | nd.         | nd.         | –           | nd.         | –           |
| 1991 | Lahti       | –           | –           | nd.         | nd.         | –           | nd.         | –           |

### Puchar Świata

#### Miejsca w klasyfikacji generalnej
| Sezon     | Miejsce |
| --------- | ------- |
| 1987/1988 | 9.      |
| 1988/1989 | 10.     |
| 1989/1990 | 23.     |
| 1990/1991 | 27.     |
| 1991/1992 | 65.     |

#### Miejsca na podium chronologicznie
| Lp. | Dzień       | Rok  | Miejscowość | Konkurencja                | Lokata | Pudła   | Czas biegu | Strata | Zwycięzca     |
| --- | ----------- | ---- | ----------- | -------------------------- | ------ | ------- | ---------- | ------ | ------------- |
| 1.  | 23 stycznia | 1988 | Anterselva  | Sprint na 7,5 km           | 3.     | 0+3+1   | 40:24,9    | +59,2  | Iwa Szkodrewa |
| 2.  | 26 stycznia | 1989 | Ruhpolding  | Bieg indywidualny na 15 km | 1.     | 0+0+0+0 | 51:48,0    | –      | –             |
| 3.  | 16 marca    | 1989 | Steinkjer   | Bieg indywidualny na 15 km | 1.     | 0+0+0+0 | 54:07,0    | –      | –             |